# 恩德许茨
'是的，隶属于。总面积为5.3平方千米，截至2023年12月31日总人口为330人。